# Microtus
Genre
Microtus est un genre de rongeurs de la famille des Cricetidés. Il comprend de nombreuses espèces de Campagnols. Leur classification est encore discutée et certains auteurs classent encore ce genre dans la famille des Muridés.

## Liste d'espèces
Selon ITIS (2010) :
- Microtus abbreviatus (Miller, 1899)
- Microtus agrestis (Linnaeus, 1761) - Campagnol agreste[2],[3],[4]
- Microtus arvalis (Pallas, 1778) - Campagnol commun[3] ou Campagnol des champs [4]
- Microtus bavaricus König, 1962
- Microtus breweri (Baird, 1857)
- Microtus cabrerae Thomas, 1906 - Campagnol de Cabrera[3]
- Microtus californicus (Peale, 1848)
- Microtus canicaudus Miller, 1897
- Microtus chrotorrhinus (Miller, 1894) - Campagnol des rochers[5],[3]
- Microtus daghestanicus (Shidlovsky, 1919)
- Microtus duodecimcostatus de Selys-Longchamps, 1839 - Campagnol provençal[3],[4]
- Microtus evoronensis Kovalskaya & Sokolov, 1980 - Campagnol de Sibérie orientale[3]
- Microtus felteni Malec & Storch, 1963 - Campagnol de Felten[3]
- Microtus fortis Büchner, 1889 - Campagnol de Reed[6]
- Microtus gerbei (Gerbe, 1879) - Campagnol de Gerbe ou Campagnol des Pyrénées[3]
- Microtus gregalis (Pallas, 1779) - Campagnol des hauteurs[3]
- Microtus guatemalensis Merriam, 1898
- Microtus guentheri (Danford & Alston, 1880) - Campagnol méditerranéen [4]
- Microtus hyperboreus Vinogradov, 1934
- Microtus irani Thomas, 1921
- Microtus irene (Thomas, 1911)
- Microtus juldaschi (Severtzov, 1879)
- Microtus kermanensis Roguin, 1988
- Microtus kirgisorum Ognev, 1950
- Microtus leucurus (Blyth, 1863)
- Microtus liechtensteini (Wettstein, 1927) - Campagnol de Liechtenstein
- Microtus limnophilus Büchner, 1889
- Microtus longicaudus (Merriam, 1888) - Campagnol longicaude[3]
- Microtus lusitanicus (Gerbe, 1879) - Campagnol basque[3]
- Microtus majori Thomas, 1906
- Microtus maximowiczii (Schrenk, 1859)
- Microtus mexicanus (Saussure, 1861) - Campagnol du Mexique[3]
- Microtus middendorffi (Poliakov, 1881)
- Microtus miurus Osgood, 1901 - Campagnol chanteur[3]
- Microtus mogollonensis Swarth, 1911
- Microtus mongolicus (Radde, 1861)
- Microtus montanus (Peale, 1848)- Campagnol montagnard[3],[2]
- Microtus montebelli (Milne-Edwards, 1872)
- Microtus mujanensis Orlov & Kovalskaya, 1978
- Microtus multiplex (Fatio, 1905) - Campagnol de Fatio[3]
- Microtus nasarovi (Shidlovsky, 1938)
- Microtus oaxacensis Goodwin, 1966
- Microtus obscurus (Eversmann, 1841)
- Microtus ochrogaster (Wagner, 1842) - Campagnol des plaines
- Microtus oeconomus (Pallas, 1776) - Campagnol économe[3]
- Microtus oregoni (Bachman, 1839) - Campagnol de l'Orégon[3]
- Microtus pennsylvanicus (Ord, 1815) - Campagnol de Pennsylvanie[3] ou Campagnol des prairies[7] ou Campagnol des champs [5]
- Microtus pinetorum (LeConte, 1830) - Campagnol sylvestre[5]
- Microtus quasiater (Coues, 1874)
- Microtus richardsoni (De Kay, 1842) - Campagnol de Richardson[3]
- Microtus rossiaemeridionalis Ognev, 1924 - Campagnol d'Ondrias[3]
- Microtus sachalinensis Vasin, 1955
- Microtus savii (de Selys-Longchamps, 1838) - Campagnol de Savi[3],[4]
- Microtus schelkovnikovi (Satunin, 1907)
- Microtus sikimensis (Hodgson, 1849) - Campagnol des montagnes de Sikkim[3]
- Microtus socialis (Pallas, 1773)
- Microtus subterraneus (de Selys-Longchamps, 1836) - Campagnol souterrain[2],[4]
- Microtus tatricus Kratochvil, 1952 – Campagnol des Tatras
- Microtus thomasi (Barrett-Hamilton, 1903)
- Microtus townsendii (Bachman, 1839)
- Microtus transcaspicus Satunin, 1905
- Microtus umbrosus Merriam, 1898
- Microtus xanthognathus (Leach, 1815)

## Liste des sous-genres et espèces
Selon Mammal Species of the World (version 3, 2005)  (9 septembre 2013) :
- sous-genre Microtus (Alexandromys)
  - Microtus clarkei
  - Microtus evoronensis
  - Microtus fortis
  - Microtus kikuchii
  - Microtus limnophilus
  - Microtus maximowiczii
  - Microtus middendorffii
  - Microtus mongolicus
  - Microtus montebelli
  - Microtus mujanensis
  - Microtus oeconomus
  - Microtus sachalinensis
- sous-genre Microtus (Microtus)
  - Microtus agrestis
  - Microtus anatolicus
  - Microtus arvalis
  - Microtus cabrerae
  - Microtus dogramacii
  - Microtus guentheri
  - Microtus ilaeus
  - Microtus irani
  - Microtus levis
  - Microtus paradoxus
  - Microtus qazvinensis
  - Microtus schidlovskii
  - Microtus socialis
  - Microtus tatricus
  - Microtus transcaspicus
- sous-genre Microtus (Mynomes)
  - Microtus breweri
  - Microtus canicaudus
  - Microtus montanus
  - Microtus oregoni
  - Microtus pennsylvanicus
  - Microtus townsendii
- sous-genre Microtus (Pedomys)
  - Microtus ochrogaster
- sous-genre Microtus (Pitymys)
  - Microtus oaxacensis
  - Microtus pinetorum
  - Microtus quasiater
- sous-genre Microtus (Stenocranius)
  - Microtus gregalis
- sous-genre Microtus (Terricola)
  - Microtus bavaricus
  - Microtus brachycercus
  - Microtus daghestanicus
  - Microtus duodecimcostatus
  - Microtus felteni
  - Microtus gerbei
  - Microtus liechtensteini
  - Microtus lusitanicus
  - Microtus majori
  - Microtus multiplex
  - Microtus savii
  - Microtus schelkovnikovi
  - Microtus subterraneus
  - Microtus thomasi
- Microtus abbreviatus
- Microtus californicus
- Microtus chrotorrhinus
- Microtus guatemalensis
- Microtus longicaudus
- Microtus mexicanus
- Microtus miurus
- Microtus richardsoni
- Microtus umbrosus
- Microtus xanthognathus